# (24035) 1999 SJ2
(24035) 1999 SJ2 es un asteroide perteneciente al cinturón de asteroides, descubierto el 22 de septiembre de 1999 por Korado Korlević desde el Observatorio de Višnjan, Zvjezdarnica Višnjan, Croacia.

## Designación y nombre
Designado provisionalmente como 1999 SJ2.

## Características orbitales
1999 SJ2 está situado a una distancia media del Sol de 2,540 ua, pudiendo alejarse hasta 3,236 ua y acercarse hasta 1,843 ua. Su excentricidad es 0,274 y la inclinación orbital 13,543 grados. Emplea 1478,36 días en completar una órbita alrededor del Sol.

## Características físicas
La magnitud absoluta de 1999 SJ2 es 14,33. Tiene 9,394 km de diámetro y su albedo se estima en 0,038.